# Третья лига Германии по футболу 2022/2023
Третья лига Германии по футболу 2022/2023 (нем. 3. Fußball-Liga 2022/23) — 15-й сезон Третьей лиги. Он открылся 22 июля 2022 года матчем «Оснабрюк» — «Дуйсбург» и завершился 27 мая 2023 года 38-м туром. Переходные матчи между третьей лигой и Второй Бундеслигой состоялись 2 и 6 июня 2023 года.

## Изменения состава клубов-участников по сравнению с предыдущим сезоном
| Вышли из Регионаллиги 2021/22: - Байройт — вышел в третий дивизион спустя 32 года. - Ольденбург — вышел в третий дивизион спустя 25 лет. - Рот-Вайсс Эссен — вышел в третий дивизион спустя 15 лет. - Эльферсберг — вышел в Третью лигу спустя 8 лет. Выбыли из Второй Бундеслиги 2021/22: - Динамо (Дрезден) — выбыл в Третью лигу спустя год. - Эрцгебирге — выбыл в Третью лигу спустя 6 лет. - Ингольштадт 04 — выбыл в Третью лигу спустя год. | Вышли во Вторую Бундеслигу 2022/23: - Магдебург — вышел во Вторую Бундеслигу спустя 3 года. - Айнтрахт (Брауншвейг) — вышел во Вторую Бундеслигу спустя год. - Кайзерслаутерн — вышел во Вторую Бундеслигу спустя 4 года. Выбыли в Региональную лигу 2022/23: - Виктория 1889 — выбыл в Региональную лигу Германии спустя год. - Вюрцбургер Киккерс — выбыл в Региональную лигу Германии спустя 7 лет. - Хавелсе — выбыл в Региональную лигу Германии спустя год. - Тюркгюджю Мюнхен — выбыл в Региональную лигу Германии спустя 2 года. |

## Клубы-участники и стадионы
1Ферль
| Команда              | Город                               | Стадион                                                        | Вместимость                |
| -------------------- | ----------------------------------- | -------------------------------------------------------------- | -------------------------- |
| Эрцгебирге           | Ауэ-Бад-Шлема                       | Эрцгебиргсштадион                                              | 15 711                     |
| Байройт              | Байройт                             | Ханс-Вальтер-Вильд-Штадион1                                    | 21 500                     |
| Боруссия Дортмунд II | Дортмунд Вупперталь Оберхаузен      | Роте Эрде Сигнал Идуна Парк2 Штадион ам Цоо2 Нидеррайнштадион2 | 9 999 81 365 23 067 17 165 |
| Динамо Дрезден       | Дрезден                             | Рудольф Харбиг                                                 | 32 085                     |
| Дуйсбург             | Дуйсбург                            | МСВ-Арена                                                      | 31 500                     |
| Эльферсберг          | Шпизен-Эльферсберг                  | Вальдштадион ан дер Кайзерлинде                                | 10 000                     |
| Рот-Вайсс Эссен      | Эссен                               | Штадион ан дер Хафенштрасе                                     | 20 650                     |
| Фрайбург II          | Фрайбург-им-Брайсгау                | Шварцвальд-Штадион                                             | 24 000                     |
| Галлешер             | Галле                               | Эрдгас Шпортпарк                                               | 15 057                     |
| Ингольштадт 04       | Ингольштадт                         | Ауди Шпортпарк                                                 | 15 000                     |
| Виктория Кёльн       | Кёльн                               | Шпортпарк Хёэнберг                                             | 10 001                     |
| Вальдхоф             | Мангейм                             | Карл-Бенц-Штадион                                              | 25 667                     |
| Меппен               | Меппен                              | Хэнш-Арена                                                     | 16,500                     |
| Мюнхен 1860          | Мюнхен                              | Грюнвальдер                                                    | 15 000                     |
| Ольденбург           | Ольденбург Ганновер Вильгельмсхафен | Маршвег-Штадион ХДИ-Арена3 Ядештадион3                         | 15 000 49 200 7500         |
| Оснабрюк             | Оснабрюк                            | Штадион ан дер Бремер Брюке                                    | 16 667                     |
| Саарбрюккен          | Саарбрюккен                         | Людвигспаркштадион                                             | 16 003                     |
| Ферль                | Падерборн                           | Бентелер-Арена4                                                | 15 000                     |
| Веен                 | Висбаден                            | Брита-Арена                                                    | 12 250                     |
| Цвиккау              | Цвиккау                             | GGZ-Arena                                                      | 10 049                     |

1 Поскольку на домашнем стадионе «Ханс-Вальтер-Вильд-Штадион» не такие сильные прожекторы, «Байройт» объявил «Штайгервальдштадион», принадлежащий «Рот-Вайсс Эрфурту» в качестве альтернативной домашней площадки. Однако клуб ожидает, что строительство прожекторов будет завершено до начала сезона. Строительство продолжается и после начала сезона, поэтому DFB пошла навстречу клубу и пока все домашние матчи клуба не играются вечером. В итоге на «Штайгервальдштадионе» клуб не сыграл ни одной игры. Из-за неисправности системы подогрева поля в качестве альтернативного места проведения матча в марте 2023 года был заявлен стадион соперников по лиге — дрезденского «Динамо». В итоге «Байройт» не сыграл и там.
2 В связи с проведением ремонтных работ на «Роте Эрде» (герметизация полостей, установка новой системы подогрева газона, укладка нового газона), «Боруссия Дортмунд II» провела первые пять домашних матчей на «Сигнал Идуна Парк». Следующие три домашних матча были сыграны на «Штадион ам Цоо» в Вуппертале. Последний домашний матч перед зимним перерывом снова был сыгран на стадионе первой команды, а в 2023 году они вернутся на свой домашний стадион. Однако первые три домашних матча после зимнего перерыва должны были состояться снова на «Штадион ам Цоо» и «Сигнал Идуна Парк». Поскольку поле в Вуппертале оказалось непригодным для игры, матч в итоге состоялись на стадионе первой команды. Затем «Боруссия Дортмунд II» переехала на «Нидеррайнштадион» — домашняя арена для команды региональной лиги «Рот-Вайсс Оберхаузен»; на этом стадион «Боруссия Дортмунд II» сыграла два матча, после чего вновь провела матч на «Сигнал Идуна Парк». Последние четыре домашних матча команда смогла провести на стадионе «Роте Эрде».
3 В принципе, «Ольденбург» может проводить свои домашние матчи на родном стадионе «Маршвег-Штадион», но из-за отсутствия подогрева газона и из соображений защиты от шума матчи зимой и матчи, запланированные после 18:30, придётся проводить на стадионе «Ганновера». Еще до начала сезона «Ольденбург» заказал мобильную систему прожекторов для домашних игр на стадионе. Из-за государственного фестиваля гимнастики в Ольденбурге клуб провёл последний домашний матч против «Цвиккау» на «Ядештадионе», домашнем стадионе для «Вильгельмсхафена».
4 Поскольку «Шпортклуб Арена» не соответствует требованиям DFB для Третьей лиги, «Ферль» объявил стадион «Падерборна» в качестве альтернативной домашней площадки. Матчи будут проводиться там до тех пор, пока не будут модернизированы прожекторы, не будет завершен подогрев поля и не будут приняты дальнейшие обязательные инфраструктурные меры на Шпортклуб Арена.

## Турнирная таблица
| Поз | Команда              | И  | В  | Н  | П  | МЗ | МП | РМ  | О  | Повышение, квалификация или выбывание                                 |
| --- | -------------------- | -- | -- | -- | -- | -- | -- | --- | -- | --------------------------------------------------------------------- |
| 1   | Эльферсберг (Ч, П)   | 38 | 22 | 8  | 8  | 80 | 40 | +40 | 74 | Выход во Вторую Бундеслигу и Кубок Германии                           |
| 2   | Фрайбург II          | 38 | 21 | 10 | 7  | 54 | 34 | +20 | 73 |                                                                       |
| 3   | Оснабрюк (П)         | 38 | 21 | 7  | 10 | 70 | 49 | +21 | 70 | Выход во Вторую Бундеслигу и Кубок Германии                           |
| 4   | Веен (П)             | 38 | 21 | 7  | 10 | 71 | 51 | +20 | 70 | Стыковые матчи за место во Второй Бундеслиге и выход в Кубок Германии |
| 5   | Саарбрюккен          | 38 | 20 | 9  | 9  | 64 | 39 | +25 | 69 | Выход в Кубок Германии                                                |
| 6   | Динамо Дрезден       | 38 | 20 | 9  | 9  | 65 | 44 | +21 | 69 |                                                                       |
| 7   | Вальдхоф             | 38 | 19 | 3  | 16 | 63 | 65 | −2  | 60 |                                                                       |
| 8   | Мюнхен 1860          | 38 | 16 | 9  | 13 | 61 | 52 | +9  | 57 |                                                                       |
| 9   | Виктория Кёльн       | 38 | 14 | 13 | 11 | 58 | 53 | +5  | 55 |                                                                       |
| 10  | Ферль                | 38 | 13 | 10 | 15 | 60 | 58 | +2  | 49 |                                                                       |
| 11  | Ингольштадт 04       | 38 | 14 | 5  | 19 | 54 | 56 | −2  | 47 |                                                                       |
| 12  | Дуйсбург             | 38 | 11 | 13 | 14 | 54 | 58 | −4  | 46 |                                                                       |
| 13  | Боруссия Дортмунд II | 38 | 13 | 6  | 19 | 47 | 49 | −2  | 45 |                                                                       |
| 14  | Эрцгебирге           | 38 | 12 | 9  | 17 | 49 | 62 | −13 | 45 |                                                                       |
| 15  | Рот-Вайсс Эссен      | 38 | 9  | 15 | 14 | 43 | 56 | −13 | 42 |                                                                       |
| 16  | Галлешер             | 38 | 10 | 11 | 17 | 49 | 60 | −11 | 41 |                                                                       |
| 17  | Меппен (В)           | 38 | 8  | 13 | 17 | 43 | 65 | −22 | 37 | Выбывание в Региональную лигу                                         |
| 18  | Ольденбург (В)       | 38 | 9  | 8  | 21 | 42 | 64 | −22 | 35 | Выбывание в Региональную лигу                                         |
| 19  | Цвиккау (В)          | 38 | 9  | 8  | 21 | 42 | 72 | −30 | 35 | Выбывание в Региональную лигу                                         |
| 20  | Байройт (В)          | 38 | 9  | 5  | 24 | 39 | 81 | −42 | 32 | Выбывание в Региональную лигу                                         |

1. 1 2  Фарм-клубы не участвуют в квалификации в Кубок Германии и Вторую Бундеслигу.

## Стыковые матчи за право играть во Второй Бундеслиге
Стыковые матчи за право играть во Второй Бундеслиге состоялись 2 и 6 июня 2023 года.
| Команда 1 | Итог | Команда 2         | 1-й матч | 2-й матч |
| --------- | ---- | ----------------- | -------- | -------- |
| Веен      | 6:1  | Арминия Билефельд | 4:0      | 2:1      |

### Матчи
Время начала матчей указано по центральноевропейскому летнему времени (UTC+2).
| Веен                                               | 4:0     | Арминия Билефельд |
| -------------------------------------------------- | ------- | ----------------- |
| Пртаин 6′ · Вурц 50′ · Холлербах 60′ · Айрдейл 82′ | (отчёт) |                   |

| Арминия Билефельд | 1:2     | Веен                 |
| ----------------- | ------- | -------------------- |
| Клос 4′           | (отчёт) | Холлербах 35′, 45+2′ |

«Веен» выиграл 6:1 в сумме двух матчей и вышел во Вторую Бундеслигу. «Арминия» вылетела в Третью Лигу.